# Stachys carduchorum
Stachys carduchorum là một loài thực vật có hoa trong họ Hoa môi. Loài này được (R.Bhattacharjee) Rech.f. miêu tả khoa học đầu tiên năm 1982.